# Kroy Biermann
Kroy Biermann (* 12. September 1985 in Hardin, Montana, USA) ist ein ehemaliger US-amerikanischer American-Football-Spieler auf der Position des Defensive End. Von 2008 bis 2015 spielte er für die Atlanta Falcons in der NFL.

## Kindheit und Jugend
Biermann wuchs in Hardin im US-amerikanischen Staat Montana auf. Dort ging er auch auf die High School, wo er neben Football auch ein erfolgreicher Ringer war. Auf dem College, der University of Montana, schaffte er in 52 Football-Spielen 220 Tackles und 32 Sacks.

## NFL-Karriere

### Atlanta Falcons
Kroy Biermann wurde im Jahr 2008 von den Atlanta Falcons im NFL-Draft in der fünften Runde gedraftet an 154. Stelle gedraftet. Am 13. Spieltag der Saison 2008 erzielte er seinen ersten Sack im Spiel gegen die San Diego Chargers. Am 2. November 2009 erzielte er seinen ersten Touchdown in der NFL gegen die New Orleans Saints. Biermann blieb bis nach der Saison 2015 bei den Falcons.

### Buffalo Bills
Vor der Spielzeit 2016 war er bei den Buffalo Bills unter Vertrag, schaffte es aber nicht, in den endgültigen Kader aufgenommen zu werden und wurde noch vor Saisonbeginn wieder entlassen. Daraufhin beendete er seine Karriere.

## Privates
Biermann ist verheiratet mit der TV-Persönlichkeit und Musikerin Kim Zolciak. Zusammen haben sie 4 Kinder. Außerdem adoptierte Biermann die zwei Töchter aus Kim Zolciaks vorherigen Beziehungen.